# Apple A12X Bionic
Apple A10X Apple M1
Apple A12X, ou Apple A12X Bionic, est un système sur une puce (SoC) 64 bits conçu par Apple. Il est apparu pour la première fois dans l'iPad Pro 11 pouces et l'iPad Pro 12,9 pouces de troisième génération, qui ont tous deux été commercialisés le 30 octobre 2018.
L'A12X est une variante de l'A12 et Apple affirme qu'il est 35 % plus rapide pour les performances du processeur simple cœur et 90 % plus rapide que son prédécesseur, l'A10X.

## Conception et spécifications
L'A12X est doté d'un processeur ARMv8-A à 8 cœurs 64 bits conçu par Apple, avec quatre cœurs hautes performances appelés Vortex et quatre cœurs à faible consommation appelés Tempest,.
Les cœurs Vortex sont de conception superscalaire à exécution dans le désordre, sur 7 largeurs[Quoi ?], tandis que les cœurs Tempest de même conception superscalaire à exécution dans le désordre sont sur trois largeurs. Comme les cœurs Mistral, les cœurs Tempest sont basés sur les cœurs Swift d'Apple de l'Apple A6, et ont des performances similaires à celles des cœurs ARM Cortex-A73,.
Il s'agit du premier SoC d'Apple avec un microprocesseur à 8 cœurs. L'A12X intègre un processeur graphique (GPU) à 7 cœurs conçu par Apple avec deux fois plus de performances graphiques que l'A10X. Le coprocesseur de mouvement M12 est intégré dans l'A12X. Il comprend une puce d'accélération de réseaux de neurones dédiée qu'Apple appelle un "moteur neuronal nouvelle génération" à 8 cœurs. Ce matériel réseau, qui est identique au A12, peut effectuer jusqu'à 5 000 milliards d'opérations par seconde.
L'A12X est fabriqué par TSMC à l'aide d'un procédé FinFET en 7 nanomètres et contient 10 milliards de transistors, contre 6,9 milliards sur l'A12. Il est couplé à 4 Go ou 6 Go de mémoire LPDDR4X dans la troisième génération de l'iPad Pro 12,9 pouces et l'iPad Pro 11 pouces,.

## Appareils utilisant ce processeur
- iPad Pro 11 pouces (première génération)
- iPad Pro 12,9 pouces (troisième génération)

### Liens connexes
- Apple M1
- Système sur une puce
- Microprocesseur multi-cœur
- Processeur superscalaire